# Ingolf Boisen
Ingolf Boisen (født 8. maj 1904 i Højerup på Stevns, død 3. juli 1990) var en dansk filminstruktør og filmproducent. Boisen var medstifter af Minerva Film i 1936 sammen med Axel Lerche.
Boisen skabte sammen med Lerche og Theodor Christensen Iran - det nye Persien

## Filmografi[1]
- John Tranums sidste Flyvning, 1935, Instruktion, Dokumentarfilm
- Barnets Sundhed - Slægtens Fremtid, 1936, Instruktion, Dokumentarfilm
- Billeder fra Hæren, 1936, Foto, Dokumentarfilm
- Iran - det nye Persien, 1939, Instruktion, Dokumentarfilm
- Forsvaret og angrebet, 1939, Instruktion, Dokumentarfilm
- Det brænder i Norden, 1940, Foto, Dokumentarfilm
- De hundrede dage, 1941, Foto, Dokumentarfilm
- Ungdom i arbejde, 1941, Foto, Dokumentarfilm
- Med Hæren paa Øvelse, 1941, Instruktion, Dokumentarfilm
- Mod Difteri I, 1941, Foto, Dokumentarfilm
- Skoven, 1942, Foto, Dokumentarfilm
- Ordre No. 95807, 1942, Foto, Dokumentarfilm
- Vi bygger med Cembrit, 1942, Instruktion, Dokumentarfilm
- Mod Difteri II, 1942, Foto, Dokumentarfilm
- Vore Tænder, 1942, Foto, Dokumentarfilm
- Staden København, 1943, Instruktion, Dokumentarfilm
- Sild i Trængsel, 1943, Instruktion, Dokumentarfilm
- Staal, 1943, Instruktion, Dokumentarfilm
- Apotek, 1944, Instruktion, Dokumentarfilm
- Faren fra luften, 1944, Instruktion, Dokumentarfilm
- Bomber over Danmark, 1944, Instruktion, Dokumentarfilm
- Hvor korte Skinner bliver lange, 1945, Instruktion, Dokumentarfilm
- Dansk Staal, 1945, Manus, Dokumentarfilm
- Det gælder din Frihed, 1946, Fotograf, Dokumentarfilm
- 84 Petersen, 1946, Instruktion, Dokumentarfilm
- Vejen mod nord, 1948, Speaker, Dokumentarfilm
- Sjællands sanger, 1948, Instruktion, Dokumentarfilm
- Sikkerhed i luften, 1949, Instruktion, Dokumentarfilm
- Min kone er uskyldig, 1950, Fotograf (suppl. optagelser), Spillefilm
- Grundlovsforslaget, 1953, Instruktion, Dokumentarfilm
- Mit navn er Christensen, 1953, Instruktion, Dokumentarfilm
- Havets husmænd, 1954, Instruktion, Dokumentarfilm
- Student i Danmark, 1954, Manus, Dokumentarfilm
- Hans Hedtofts bisættelse, 1955, Instruktion, Dokumentarfilm
- 80 kilometer, 1955, Instruktion, Dokumentarfilm
- Skattejagt i Østgrønland, 1959, Foto, Dokumentarfilm
- 170.000 volt på havbunden, 1962, Dokumentarfilm
- I fuld gang, 1963, Dokumentarfilm
- Knud, 1965, Produktionsleder, Dokumentarfilm
- Grænsebyen Flensborg, 1968, Producent, Dokumentarfilm
- K 800 - Suite for kamera og mikrofon, 1968, Instruktion, Dokumentarfilm
- The Building of the   Trans-Iranian Railway, 1976, Instruktion, Dokumentarfilm
- Jeg alene undkom. En film om Carsten Niebuhr, 1981, Manus, Dokumentarfilm
- Theodor Christensen 1914 - 1967, 1994, Foto, Dokumentarfilm
- Historien bag kameraet, 2006, Medvirkende, Tv-dokumentar